# Boehmantis microtympanum
Genre
Espèce
Synonymes
- Mantidactylus microtympanum Angel, 1935

Statut de conservation UICN

 VU B1ab(iii) : Vulnérable
Boehmantis microtympanum, unique représentant du genre Boehmantis, est une espèce d'amphibiens de la famille des Mantellidae. 

## Répartition

Aire de répartition de Boehmantis microtympanum.

Cette espèce est endémique de Madagascar. Elle se rencontre entre 50 et 1 000 m d'altitude l'extrême Sud-Est de l'île du parc national d'Andohahela à celui de Midongy du Sud,.

## Description
Boehmantis microtympanum mesure de 60 à 80 mm. Son dos est vert avec des marbrures brunes. S'agissant d'une espèce aquatique, cette coloration, aux allures de granite, lui assure un camouflage avec les cailloux présents sur le fond des ruisseaux. Sa gorge présente parfois deux barres sombres (comme c'est également le cas chez Mantidactylus femoralis, espèce de la même sous-famille). La peau de son dos est légèrement granuleuse.

## Étymologie
Le nom de ce genre est formé à partir de Boeh, en l'honneur de Wolfgang Böhme, et du mot grec mantis, la rainette.

## Publications originales
- Angel, 1935 : Batraciens nouveaux de Madagascar récoltés par M. R. Catala. Bulletin de la Société Zoologique de France, vol. 60, p. 202-207.
- Glaw & Vences, 2006 : Phylogeny and genus-level classification of mantellid frogs (Amphibia, Anura). Organisms, Diversity & Evolution, vol. 6, p. 236-253 (texte intégral).